# سرج الغول
سرج الغول (بالإنجليزية: Serdj El Ghoul) هي مدينة وبلدية تابعة إداريا وإقليميا إلى دائرة بابور التابعة إلى ولاية سطيف الجزائرية، تقع على بعد 65 كلم شمال مدينة سطيف بلغ عدد سكانها 9311 عام 2008.
- الإحداثيات: 36°28′01″N 5°35′31″E / 36.46694°N 5.59194°E

36° 28′ 01″ شمالاً، 5° 35′ 31″ شرقاً
- دائرة عرض: 36.441873
- خط طول: 5.5176762
- الارتفاع: 1400

## مناخ
- مناخ سرج الغول (سطيف) (أقاليم مناخية: Csa)

* الطقس: سرج الغول Serdj El Ghoul
تتميز بلدية سرج الغول بشتاء قارس البرودة مع احتمالية انخفاض درجة الحراة إلى 20 درجة تحت الصفر، كما تعرف المنطقة هطول أمطار غزيرة، وثلوج كثيفة لأيام عديدة من فصل الشتاء، وبداية فصل الربيع «كالعديد من المناطق الداخلية الجزائرية»، أما فصل الصيف فهو معتدل.
| البيانات المناخية لـبلدية سرج الغول                                                                        | البيانات المناخية لـبلدية سرج الغول | البيانات المناخية لـبلدية سرج الغول | البيانات المناخية لـبلدية سرج الغول | البيانات المناخية لـبلدية سرج الغول | البيانات المناخية لـبلدية سرج الغول | البيانات المناخية لـبلدية سرج الغول | البيانات المناخية لـبلدية سرج الغول | البيانات المناخية لـبلدية سرج الغول | البيانات المناخية لـبلدية سرج الغول | البيانات المناخية لـبلدية سرج الغول | البيانات المناخية لـبلدية سرج الغول | البيانات المناخية لـبلدية سرج الغول | البيانات المناخية لـبلدية سرج الغول |
| الشهر | يناير                               | فبراير                              | مارس                                | أبريل                               | مايو                                | يونيو                               | يوليو                               | أغسطس                               | سبتمبر                              | أكتوبر                              | نوفمبر                              | ديسمبر                              | المعدل السنوي                       |
| --- | ----------------------------------- | ----------------------------------- | ----------------------------------- | ----------------------------------- | ----------------------------------- | ----------------------------------- | ----------------------------------- | ----------------------------------- | ----------------------------------- | ----------------------------------- | ----------------------------------- | ----------------------------------- | ----------------------------------- |
| الدرجة القصوى °م (°ف)                                                                                      | 12.3 (54.1)                         | 9.0 (48.2)                          | 8.1 (46.6)                          | 7.3 (45.1)                          | 6.0 (42.8)                          | 7.6 (45.7)                          | 8.5 (47.3)                          | 9.0 (48.2)                          | 10.2 (50.4)                         | 11.0 (51.8)                         | 14.0 (57.2)                         | 9.7 (49.5)                          | 14.0 (57.2)                         |
| متوسط درجة الحرارة الكبرى °م (°ف)                                                                          | 8.5 (47.3)                          | 9.0 (48.2)                          | 10.9 (51.6)                         | 11.2 (52.2)                         | 12.1 (53.8)                         | 11.6 (52.9)                         | 14.0 (57.2)                         | 15.7 (60.3)                         | 12.1 (53.8)                         | 15.2 (59.4)                         | 10.6 (51.1)                         | 7.3 (45.1)                          | 11.5 (52.7)                         |
| المتوسط اليومي °م (°ف)                                                                                     | 6.1 (43.0)                          | 7.1 (44.8)                          | 8.6 (47.5)                          | 9.4 (48.9)                          | 12.6 (54.7)                         | 13.5 (56.3)                         | 10.2 (50.4)                         | 11.2 (52.2)                         | 12.4 (54.3)                         | 11.4 (52.5)                         | 10.4 (50.7)                         | 8.9 (48.0)                          | 10.2 (50.3)                         |
| متوسط درجة الحرارة الصغرى °م (°ف)                                                                          | 3.6 (38.5)                          | 2.1 (35.8)                          | 2.2 (36.0)                          | 3.5 (38.3)                          | 8.0 (46.4)                          | 9.3 (48.7)                          | 12.3 (54.1)                         | 11.6 (52.9)                         | 10.7 (51.3)                         | 9.5 (49.1)                          | 6.1 (43.0)                          | 3.4 (38.1)                          | 6.9 (44.4)                          |
| أدنى درجة حرارة °م (°ف)                                                                                    | −6.0 (21.2)                         | −7.6 (18.3)                         | −4.0 (24.8)                         | −2.2 (28.0)                         | 1.0 (33.8)                          | 4.0 (39.2)                          | 6.7 (44.1)                          | 9.0 (48.2)                          | 7.0 (44.6)                          | 2.0 (35.6)                          | −4.0 (24.8)                         | −5.0 (23.0)                         | −7.6 (18.3)                         |
| الهطول مم (إنش)                                                                                            | 38.6 (1.52)                         | 42.3 (1.67)                         | 34.8 (1.37)                         | 35.2 (1.39)                         | 25.5 (1.00)                         | 16.9 (0.67)                         | 7.9 (0.31)                          | 10.2 (0.40)                         | 14.4 (0.57)                         | 16.4 (0.65)                         | 20.5 (0.81)                         | 30.1 (1.19)                         | 292.8 (11.55)                       |
| متوسط الأيام الممطرة (≥ 1 mm)                                                                              | 9                                   | 7                                   | 6                                   | 7                                   | 10                                  | 5                                   | 8                                   | 9                                   | 16                                  | 14                                  | 18                                  | 22                                  | 131                                 |
| متوسط الأيام المثلجة (≥ 1 cm)                                                                              | 22                                  | 18                                  | 19                                  | 16                                  | 0                                   | 0                                   | 0                                   | 0                                   | 1                                   | 4                                   | 8                                   | 10                                  | 98                                  |
| متوسط الرطوبة النسبية (%)                                                                                  | 37.9                                | 25.3                                | 30.1                                | 30.6                                | 24.0                                | 23.8                                | 14.8                                | 20.9                                | 22.9                                | 24.3                                | 33.8                                | 37.7                                | 27.2                                |
| المصدر #1: الإدارة الوطنية للمحيطات والغلاف الجوي (فترة : 1961–1990)                                       |                                     |                                     |                                     |                                     |                                     |                                     |                                     |                                     |                                     |                                     |                                     |                                     |                                     |
| المصدر #2: climatebase.ru (الدرجات القصوى، الرطوبة) المصدر الثالث : Climate Zone (الأيام الممطرة والمثلجة) |                                     |                                     |                                     |                                     |                                     |                                     |                                     |                                     |                                     |                                     |                                     |                                     |                                     |